# Kracikivka, Mankivka
Kracikivka (în ucraineană Крачківка) este o comună în raionul Mankivka, regiunea Cerkasî, Ucraina, formată numai din satul de reședință.

## Demografie
Componența lingvistică a comunei Kracikivka
     Ucraineană (99,37%)
     Alte limbi (0,64%)
Conform recensământului din 2001, majoritatea populației comunei Kracikivka era vorbitoare de ucraineană (99,37%), existând în minoritate și vorbitori de alte limbi.